# Rudolf Anderl
Rudolf Anderl (* 3. Juli 1904 in München; † 15. September 1971) war ein deutscher Journalist und Schriftsteller.

## Werdegang
Ab den 1930er Jahren veröffentlichte Anderl als Schriftsteller unter seinem Namen und dem Pseudonym Rudolf D. Arlen Kurzgeschichten und Romane, von denen einige verfilmt wurden. Zum 1. Mai 1933 trat er der NSDAP bei (Mitgliedsnummer 3.211.378). Er war ungefähr ab 1934 als Journalist in Rosenheim, kam am 1. Oktober 1938 nach Neustadt an der Aisch und war ab 1940 als Redakteur der Tageszeitung in Neustadt tätig.
Als von der NSDAP benannter Haupt-Schriftleiter überwachte er in Nachfolge des aus Fellbach bei Stuttgart stammenden Helmut Burkert, der wie Anderl seine Wohnung in der Nürnberger Straße 27 gehabt hatte und nach Ansicht Julius Streichers zu nachlässig die Zensurbestimmungen gehandhabt hatte, ab Oktober 1938 die Inhalte des Neustädter Anzeigeblatts.
Die Jahre von 1945 bis 1946 verbrachte er wegen seiner NSDAP-Mitgliedschaft in einem Internierungslager. Nach dem Zweiten Weltkrieg war er Redakteur beim Trostberger Tagblatt und der Wochenzeitschrift Altbayerische Heimatpost.
1957 wurde sein Roman Ein Amerikaner in Salzburg von Helmut Weiss verfilmt.

## Werke
- 1933: Schloss Siebenbrunn Leipzig: H. Müller.
- 1937: Menschen am Seil. Ein Bergsteigerroman. Reutlingen: Enßlin & Laiblin
- 1937: Florian fährt in den Himmel. Reutlingen: Enßlin & Laiblin
- 1937: Die Hütte auf dem Sonnwendjoch. Leipzig: Linden-Verlag H. Fischer
- 1937: Der Mann, der im Theater starb. Berlin: Weichert (als Rudolf D. Arlen)
- 1938: Sommertag mit Christiane. Reutlingen: Enßlin & Laiblin
- 1938: Das Kreuz von Chestershall. Berlin: Auffenberg
- 1939: Haus Siebenlind am Wolfgangsee. Reutlingen: Enßlin & Laiblin
- 1940: Der heimliche Krieg. Berlin: P. J. Oestergaard
- 1940: Der Adler mit dem Katzenkopf. Berlin: Zeitschriftenverlag
- 1942: Pension Almenrausch. Berlin: P. J. Oestergaard
- 1943: Korbinian Lang. Ein Bauernroman aus Altbayern. München: Knorr & Hirth[4]
- 1944: Haus in der Sonne. Berlin: Volksverband der Bücherfreunde/Wegweiser Verlag.
- 1944: Die Tat von gestern. Berlin: Aufwärts-Verlag
- 1945: Die Insel des grünen Gottes. Berlin: Aufwärts-Verlag (als Rudolf D. Arlen)
- 1952: Tage mit Christine. Regensburg: Josef Habbel
- 1953: Der Jäger und das Vreneli. München: Baur Verlag
- 1955: Ungewollte Hochzeitsreise. München: Bong Verlag
- 1955: Das Schloss an der Grenze. München: Manz Verlag
- 1958: Die salzburgische Erbschaft. Gütersloh: Bertelsmann
- 1963: Die Base aus Zürich. Rosenheim: Meister Verlag.
- 1963: Unkraut in Gottes Acker. Rosenheim: Meister Verlag.
- 1964: Die Stimme, die niemals schweigt. Rosenheim: Meister Verlag.
- 1964: Clarissa. Rosenheim: Meister Verlag.
- 1965: Der lockende Berg. Rosenheim: Meister Verlag.
- 1967: Wie ein Tag im Sommer. Rastatt: Pabel Verlag.
- 1967: Chiemgau, Land der Berge und der Seen.  Freilassing: Pannonia-Verlag.
- 1971: Bayerischer Lebensbaum. Grafenau: Morsak ISBN 3-87553-017-9